# Lophuromys chrysopus
Lophuromys chrysopus es una especie de roedor de la familia Muridae.

## Distribución geográfica
Se encuentra solo en Etiopía.

## Hábitat
Su hábitat natural son:  regiones húmedas subtropicales o tropicales de alta altitud.

## Estado de conservación
Se encuentra amenazada de extinción por la pérdida de su hábitat natural.